# 罗纳德·彼得罗维茨基
罗纳德·彼得罗维茨基（1977年2月15日—），斯洛伐克男子冰球运动员，场上位置是前锋。他曾代表斯洛伐克国家队参加2006年冬季奥林匹克运动会冰球比赛，获得第5名。